# Crypteronia paniculata
Crypteronia paniculata là một loài thực vật có hoa trong họ Crypteroniaceae. Loài này được Blume mô tả khoa học đầu tiên năm 1827.